# Jovana Damnjanović
Jovana Damnjanović (szerbül: Јована Дамњановић; 1994. november 24. –) szerb női válogatott labdarúgó. A Bayern München csatára.

## Pályafutása

### Klubcsapatokban
A belgrádi születésű Jovana az FK Perspektiva csapatánál kezdte meg karrierjét. Kis idő múlva a Crvena Zvezda figyelt fel rá és csábította magához. 2012-ben kupadöntőt játszhatott, de hosszabbításban veszített csapata a Spartak Subotica ellen.
2013 júniusában a német VfL Wolfsburg igazolta le a szerb támadót, és már az 1. fordulóban bemutatkozhatott a Farkasoknál, akikkel a szezon végén bajnoki címet szerzett.
Miután a Wolfsburg második csapatához került, élt a lehetőséggel és elfogadta az SC Sand ajánlatát. A 2016–17-es szezonkezdetet azonban beárnyékolta lábközépcsont törése, mellyel hosszú heteket kényszerült kihagyni.
A Bayern München 2017. március 10-én jelentette be, hogy Damnjanović hároméves szerződést írt alá a bajor csapattal. 

### A válogatottban
2010. február 23-án egy barátságos mérkőzésen, Magyarország ellen debütált a szerb nemzeti csapatban.

## Sikerei

### Klubcsapatokban
Német bajnok (2):
- Bayern München (1): 2020-21
- VfL Wolfsburg (1): 2013-14

 Német kupagyőztes (1):
- VfL Wolfsburg (1): 2015

Bajnokok Ligája győztes (1):
- VfL Wolfsburg (1): 2013-14

## Statisztikái

### A válogatottban
2022. április 12-vel bezárólag
| Válogatott | Szezon   | Mérk. | Gól |
| ---------- | -------- | ----- | --- |
| Szerbia    |          |       |     |
| 2010       | 7        | 2     |     |
| 2011       | 5        | 0     |     |
| 2012       | 4        | 0     |     |
| 2013       | 5        | 1     |     |
| 2014       | 4        | 1     |     |
| 2015       | 6        | 1     |     |
| 2016       | 2        | 0     |     |
| 2017       | 0        | 0     |     |
| 2018       | 0        | 0     |     |
| 2019       | 0        | 0     |     |
| 2020       | 0        | 0     |     |
| 2021       | 4        | 4     |     |
| 2022       | 3        | 4     |     |
| Összesen   | Összesen | 40    | 13  |

## Magánélet
Unokatestvére Jelena Čanković szintén a szerb válogatott tagja.